# Аккуасанта-Терме
Аккуасанта-Терме (італ. Acquasanta Terme) — муніципалітет в Італії, у регіоні Марке,  провінція Асколі-Пічено.
Аккуасанта-Терме розташована на відстані близько 125 км на північний схід від Рима, 95 км на південь від Анкони, 17 км на південний захід від Асколі-Пічено.
Населення — 2971 особа (2014).
Щорічний фестиваль відбувається 24 червня. Покровитель — святий Іван Хреститель.

## Демографія
Населення за роками:

Станом на 1 січня 2023 року в муніципалітеті офіційно проживало 68 іноземців з 18 країн, серед них 40 громадян країн Євросоюзу та 3 громадяни України.

## Сусідні муніципалітети
- Аркуата-дель-Тронто
- Асколі-Пічено
- Монтегалло
- Роккафлувьоне
- Валле-Кастеллана